# Dirck III van Lynden
Dirck (Thierry) III van Lynden (-1368), heer van Lynden, Leede, Oldenweert, Ommeren & Aalst was de eerste Erfschenk van het hertogdom Gelre en lid van het hof van rooms-koning Albrecht I. Deze was erkend als keizer maar kreeg niet de tijd om tot keizer gekroond te worden.
In 1301, na het overlijden van Jan I van Holland, ging hij naar Holland om namens Albrecht I dit graafschap op te eisen. Vervolgens hielp hij de keizer in diens strijd om het genoemde graafschap tegen Jan II van Avesnes. In 1306 nam hij deel aan de oorlog die Albrecht I voerde tegen hertog Hendrik van Karinthië om de troon van Bohemen.
In 1312 werd hij door keizer Lodewijk de Beier naar graaf Reinoud I van Gelre gestuurd om die te assisteren bij diens grote assemblée te Arnhem.
In 1318 werd Dirck III naar aanleiding van een geschil met de bisschop van Utrecht, Gwijde van Avesnes, over de inbeslagname van graan aangevallen door de legers van graaf Willem III van Holland. De legers werden aangevoerd door diens kapitein Jan van Arkel. Laatstgenoemde verbrandde Dirck van Lyndens kasteel Huis Ter Lede en bracht zware verwoestingen aan op zijn land. Mogelijk hangt de aanval van Dirck van Lynden op de Tollenburg in de Mars bij de oude Rijn, nabij Huis ter Lede, samen met dit geschil.
Vervolgens nam Dirck III van Lynden deel aan verschillende diplomatieke interventies voor de graaf van Gelre, om in 1331 de hand te vragen van Sophie, dochter van de heer van Mechelen. Daarnaast moest de graaf van Vlaanderen, Lodewijk I van Vlaanderen er in 1335 van worden overtuigd zich aan de kant van koning Eduard III van Engeland te scharen tegen Filips VI van Frankrijk.
Op 19 maart 1339 verhief keizer Lodewijk de Beier in Frankfort Reinoud II van Gelre tot de rang van hertog en Dirck III van Lynden werd benoemd tot erfschenk van het nieuwe hertogdom Gelre. Aan het eind van de Gelderse Broederstrijd (1350-1361) werd de heer van Lienden, die met andere edellieden hertog Reinoud III van Gelre steunde tijdens het ontzet van Tiel in 1361, gevangen genomen door de troepen van Eduard van Gelre.
Dirck III van Lynden stierf in 1368 en werd begraven in de kerk van Marieweert.